# CK Vulpeculae
CK Vulpeculae (Nova 1670 Vulpeculae, nowa w Lisku) – zjawisko astronomiczne obserwowane w 1670 roku. Pierwszym odkrywcą był mnich Voituret Anthelme, ale zjawisko zostało także niezależnie odkryte przez Jana Heweliusza. Początkowo sądzono, że była to nowa klasyczna, nowsze badania naukowe wskazują, że mogła to być nowa czerwona najprawdopodobniej powstająca w wyniku zderzenia dwóch gwiazd.

## Nazwa
Tradycyjna nazwa obiektu, Nova 1670 Vulpeculae, pochodzi od typu zjawiska (nowa), roku odkrycia i gwiazdozbioru, w którym zjawisko zostało zaobserwowane (Vulpecula – gwiazdozbiór Liska). Litery „CK” w oznaczeniu CK Vulpeculae oznaczają numer kolejny gwiazdy zmiennej w danym gwiazdozbiorze.

## Odkrycie
| Data                 | Jasność | Obserwator    |
| -------------------- | ------- | ------------- |
| 20 czerwca 1670      | 3,0     | Anthelme      |
| Czerwiec/lipiec 1670 | 3,0     | Ac. Roy. Sci. |
| 3 lipca 1670         | 3,3     | Ac. Roy. Sci. |
| 11 lipca 1670        | 4,3     | Ac. Roy. Sci. |
| 25 lipca 1670        | 3,7     | Heweliusz     |
| 10 sierpnia 1670     | 5,0     | Ac. Roy. Sci. |
| 29 września 1670     | 5,0     | Heweliusz     |
| 13 października 1670 | 5,8     | Heweliusz     |
| 14 października 1670 | 6,0     | Heweliusz     |
| 17 marca 1671        | 4,0     | Anthelme      |
| 3 kwietnia 1671      | 3,1     | Cassini       |
| 4 kwietnia 1671      | 3,1     | Cassini       |
| 9 kwietnia 1671      | 3,3     | Cassini       |
| 12 kwietnia 1671     | 3,5     | Cassini       |
| 15 kwietnia 1671     | 3,2     | Cassini       |
| 16/26 kwietnia 1671  | 3,3     | Cassini       |
| 27 kwietnia 1671     | 3,1     | Cassini       |
| 28 kwietnia 1671     | 3,1     | Cassini       |
| 29 kwietnia 1671     | 2,9     | Heweliusz     |
| 30 kwietnia 1671     | 2,6     | Heweliusz     |
| 30 kwietnia 1671     | 3,0     | Cassini       |
| 1/6 maja 1671        | 2,9     | Cassini       |
| 4 maja 1671          | 2,8     | Heweliusz     |
| 15 maja 1671         | 3,5     | Cassini       |
| 17 maja 1671         | 3,3     | Heweliusz     |
| 25 maja 1671         | 3,6     | Heweliusz     |
| 1 czerwca 1671       | 3,5     | Heweliusz     |
| 26 czerwca 1671      | 4,2     | Heweliusz     |
| 3 lipca 1671         | 4,0     | Heweliusz     |
| 18 lipca 1671        | 4,8     | Heweliusz     |
| 2 sierpnia 1671      | 3,4     | Heweliusz     |
| 6 sierpnia 1671      | 5,6     | Heweliusz     |
| 7 sierpnia 1671      | 5,7     | Heweliusz     |
| 12 sierpnia 1671     | 5,7     | Heweliusz     |
| 14 sierpnia 1671     | 5,6     | Heweliusz     |
| 15 sierpnia 1671     | 5,5     | Heweliusz     |
| 16 sierpnia 1671     | 5,4     | Heweliusz     |
| 17 sierpnia 1671     | 5,4     | Heweliusz     |
| 25 sierpnia 1671     | > 6,0   | Heweliusz     |
| 11/12 września 1671  | > 6,0   | Heweliusz     |
| 7 marca 1672         | 5,4     | Heweliusz     |
| 28 marca 1672        | 5,4     | Heweliusz     |
| 22 maja 1672         | 5,8     | Heweliusz     |
| 9 sierpnia 1672      | > 6,0   | Heweliusz     |
| 22 sierpnia 1677     | > 6,0   | Heweliusz     |
| 26 sierpnia 1677     | > 9,0   | Heweliusz     |

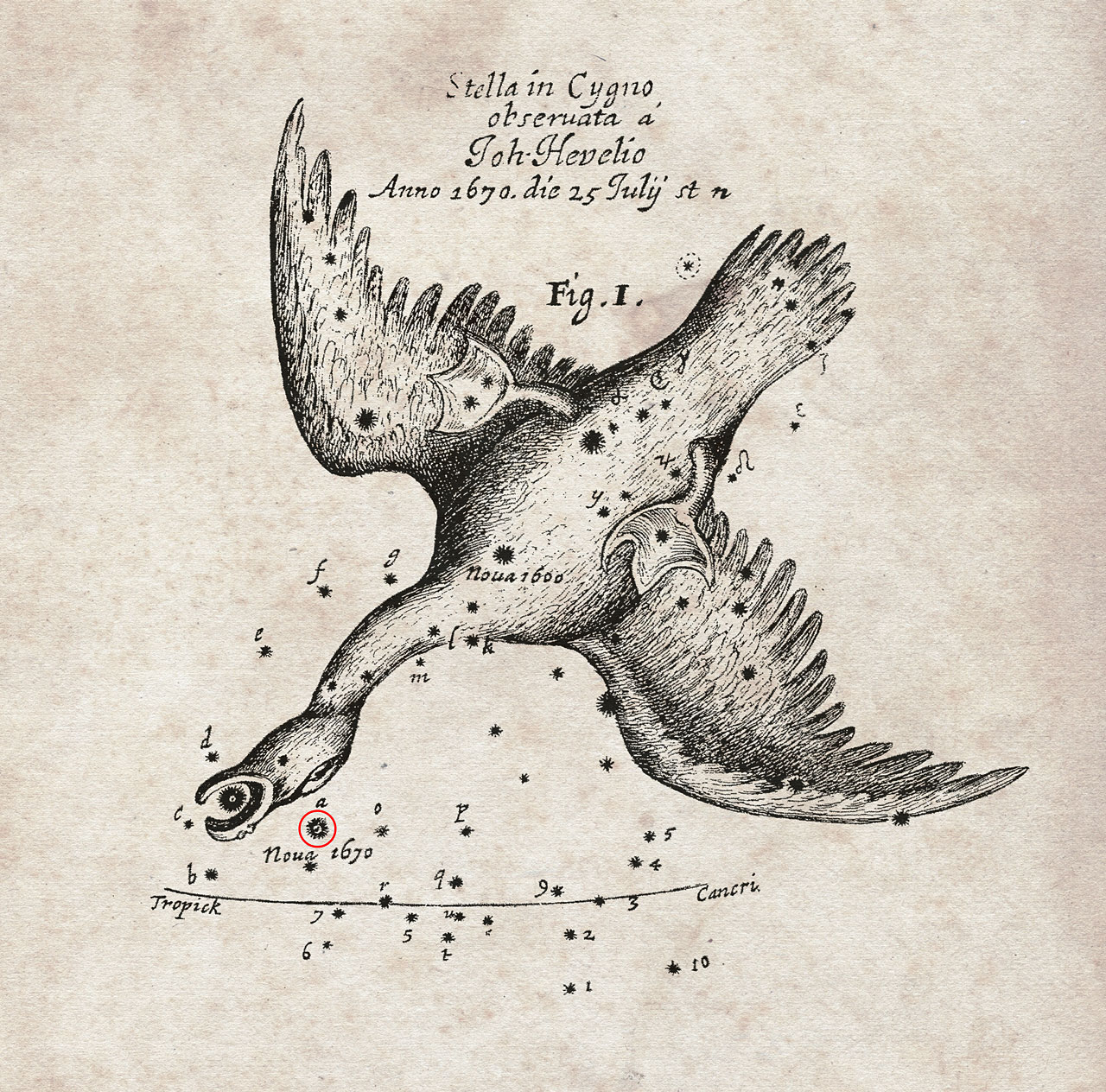
Położenie nowej na tle innych gwiazd autorstwa Heweliusza.

Pierwszym odkrywcą obiektu był mnich Voituret Anthelme, który zauważył je 20 czerwca 1670. W momencie odkrycia jasność obiektu wynosiła około 3m.
Obiekt (później znany także jako nowa w Lisku czy nowa Heweliusza), został 25 lipca niezależnie odkryty przez Jana Heweliusza. Heweliusz, który nie wiedział, że nowa gwiazda została odkryta już miesiąc wcześniej, napisał o jej odkryciu do „Philosophical Transactions of the Royal Society”, gdzie określił ją jako nova sub capite Cygni („nowa gwiazda poniżej głowy Łabędzia”).
Obiekt, teraz obserwowany przez licznych astronomów, w tym członków Académie Royale des Sciences, powoli ciemniał, aż przestał być widoczny w październiku 1670. Ponownego odkrycia obiektu 30 kwietnia 1671 jako pierwszy dokonał ponownie Anthelme, tym razem w momencie jego pierwszej, ponownej obserwacji obiekt miał jasność 4m. Obiekt powoli zwiększał jasność, aż około 30 kwietnia osiągnął swoje drugie maksimum wynoszące około 2,6m. Obiekt był także wielokrotnie obserwowany przez Heweliusza i Giovanniego Cassiniego. Gwiazda ponownie przestała być widoczna pod koniec lipca. Trzecie i ostatnie pojawienie się gwiazdy zostało odkryte przez Heweliusza, który zaobserwował ją w marcu 1672. Tym razem obiekt był znacznie ciemniejszy, około 5,5m i był ledwo widoczny nieuzbrojonym okiem. Po raz ostatni był widziany 22 maja 1672. Heweliusz jako jedyny astronom obserwował gwiazdę przez trzy lata i jako jedyny dostrzegł trzecie pojaśnienie gwiazdy. Łącznie znanych jest 46 zapisanych obserwacji jasności tego obiektu.
Heweliusz i francuski astronom Jean Picard dokonali bardzo dokładnych pomiarów położenia obiektu względem innych jasnych gwiazd i wielu astronomów przez następne stulecia próbowało bezskutecznie odnaleźć ponownie tę gwiazdę lub pozostałość po niej. Udało się to dopiero Michaelowi Sharze, Anthony’emu Moffatowi i Ronaldowi Webbinkowi w 1982, 312 lat po jej zaobserwowaniu.

## Charakterystyka
Odtworzona z XVII-wiecznych obserwacji krzywa jasności obiektu jest unikatowa wśród innych znanych nowych. Żadna inna znana nowa obserwowana później nie była aż tak dobrze widoczna nieuzbrojonym okiem. Znane są inne powolne nowe z bardzo dużymi fluktuacjami jasności w pobliżu ich minimów, ale żadna z nich nie ma tak długiego okresu wahań jasności, wynoszącego około 320 dni. XVIII-wieczni astronomowie zostawili bardzo mało obserwacji dotyczących koloru czy ogólnego wyglądu nowej. Heweliusz jedynie raz opisuje ją jako „czerwieńszą” (rubicondior).
Pomimo niezwykłej, jak na nową klasyczną, krzywej jasności, Nova Vul 1670 była długo uważana za najstarszą zarejestrowaną nową.
Pomimo dokładnych danych o położeniu tego obiektu, astronomowie przez następne 300 lat nie byli w stanie odkryć żadnych pozostałości po tej kosmicznej eksplozji. Widzialna pozostałość po eksplozji, mgławica dwubiegunowa, została odkryta dopiero w 1982 przez Michaela Sharę i Anthony’ego Moffata. Odległość do obiektu szacowana jest z dużą dozą niedokładności na 550 ± 150 parseków, a obecna jasność obiektu wynosi około 10,4 ± 0,8m. W pobliżu centrum obiektu znajduje się także zwarte radioźródło niemające odpowiednika widocznego w zakresie podczerwieni lub promieniowania widzialnego.
Pierwsze badania zaobserwowanej mgławicy wskazywały, że prawdopodobnie utworzyła ją bardzo powolna, nietypowa nowa klasyczna. Sugerowano wówczas kilka innych alternatywnych teorii, ale żadna z nich nie potrafiła wytłumaczyć do końca znanych faktów obserwacyjnych.
W 2003 opublikowano hipotezę, że obserwowane zjawisko mogło być zderzeniem gwiazd. Oparto się na podobieństwie krzywej blasku zjawiska do V838 Monocerotis
Dodatkowe obserwacje obiektu na falach submilimetrowych i radiowych pozwoliły na dokładniejsze określenie składu chemicznego obłoków gazowych będących pozostałościami po obiekcie oraz zmierzenie jego masy. Masa mgławicy jest zbyt duża, aby mogła ona pochodzić z nowej klasycznej, a zmierzone stosunki izotopów różnią się znacznie od tych oczekiwanych po wybuchu nowej. Nowe badania silnie potwierdzają hipotezę, iż była to prawdopodobnie nowa czerwona – nie do końca jeszcze poznany typ kosmicznej eksplozji. Jeżeli obserwowany wybuch był rzeczywiście zderzeniem dwóch gwiazd, to możliwe jest, że obiekt powstały w jego wyniku nadal znajduje się w centrum mgławicy, ale jest przesłonięty gęstym materiałem gwiazdowym i jeszcze niewidoczny z Ziemi.
W 2018 roku opublikowano badania, według których doszło w tym zjawisku do zderzenia białego karła z brązowym karłem.